# El Madjene Lotfi
El Madjen Lotfi est un village de la commune algérienne d'Aomar, situé dans la wilaya de Bouira, en Kabylie.

## Histoire
Son nom veut dire l'eau devenue folle, on dit que le village avant sa construction en 1984, a été une terre pleine d’eau est son nom est dû à cela.
Durant les années 1990, durant la guerre civile algérienne, ce village a beaucoup souffert ; bien qu'il y eût une dizaine de morts.

## Géographie
Le village compte environ 200 maisons. Son code postal est le 10430.
C'est un village de montagne ; de là on peut voir le Djurdjura et des paysages magnifiques. En hiver, il peut y avoir 1 mètre de neige, le temps est pluvieux en hiver, chaud et sec en été (maintenant il devient humide à cause des barrages). La vie en hiver est très dure car il y a souvent des coupures d'électricité et manque de gaz et le froid est insupportable car l'électricité se coupe souvent. En été, les gens rencontrent beaucoup de difficultés à trouver de l'eau et beaucoup de bêtes meurent de soif.
Y a pas de service internet, même pas Cyber café.
L'activité principale des habitants est la culture de la terre ou encore le commerce.

## Équipements
Il y a une petite école primaire, école secondaire, une mosquée, quelques petites épiceries, un café.